# Sony Xperia E3
Sony Xperia E3 — це смартфон на базі Android, розроблений і виготовлений компанією Sony. Він був представлений публіці 3 вересня 2014 року в рамках виставки IFA 2014, разом із флагманами Xperia Z3 і меншою версією Z3 Compact Як мобільний телефон початкового рівня, є наступником Sony Xperia E1.

## Дизайн
Дизайн смартфона в цілому схожий на більшість смартфонів Sony, починаючи з 2013 року, коли разом із Xperia Z був введений і новий загальний дизайн «Omni-Balance». Сам корпус виготовлений із матового пластику, але по кутам бічної панелі є гумові вставки, щоб у випадку падіння, смартфон не був пошкоджений. Ззаду телефон зі всіх сторін, скошений до бічної панелі. Задню панель можна зняти для вставлення SIM-карти або карти пам'яті MicroSD. На ній зліва зверху розташована камера, правіше світлодіодний спалах. Ближче по центру мітка NFC, на самому центрі логотип Sony і на самому низу логотип серії Xperia і основний динамік. На бічній панелі зліва розташований, чуть вище центра, кругла, металева кнопка живлення, нижче гойдалка гучності. Зліва розміщений microUSB роз'єм, зверху 3,5-мм роз’єм для навушників. Спереду розташований зверху розмовний динамік, нижче логотип Sony з лівого боку фронтальна камера. Фізичні кнопки відсутні, внизу розмістився мікрофон.

## Характеристики смартфону

### Апаратне забезпечення
Смартфон працює на базі чотириядерного процесора Qualcomm Snapdragon 400 (MSM8926-2), що працює із тактовою частотою 1,2 ГГц, 1 ГБ оперативної пам’яті і використовує графічний процесор Adreno 305 для обробки графіки. Пристрій також має внутрішню пам’ять об’ємом 4 ГБ, із можливістю розширення карткою microSDHC до 32 ГБ. Апарат оснащений 4,5 дюймовим (110 мм відповідно) екраном із розширенням 854 x 480 пікселів, із щільністю пікселів на дюйм — 218 ppi, що виконаний за технологією IPS LCD. В пристрій вбудовано 5-мегапіксельну основну камеру, що може знімати 1080p-відео із частотою 30 кадрів на секунду і вперше в серії E, появилася фронтальна камера, яка знімає відео рівня VGA. Він також має вбудовану підтримку ANT+™ для спорту, фітнесу та здоров’я. Дані передаються через роз'єм micro-USB, який також підтримує USB On-The-Go. Щодо наявності бездротових модулів Wi-Fi (802.11 b/g/n), Bluetooth 4.0, вбудована антена стандарту GPS з A-GPS, ГЛОНАСС а також NFC. Весь апарат працює від Li-ion акумулятора ємністю 2330 мА·год, що може пропрацювати у режимі очікування 661 годину, у режимі розмови — 8 годин, і важить 143,8 грами.

### Програмне забезпечення
Смартфон Sony Xperia E3 постачався із встановленою Android 4.4.2 «KitKat» із інтерфейсом користувача від Sony та додатковими програмами, включаючи медіа-програми Sony (Walkman, Альбоми і Фільми), а також режимом Stamina для акумулятора, який збільшує час роботи телефону в режимі очікування до 4 разів. Декілька програм Google (наприклад, Google Chrome, Google Play, Google Now, Карти Google і Google Talk) уже попередньо завантажені. Смартфон офіційно отримав оновлення лише до Android 4.4.4, проте неофіційним шляхом можна прошити і на більш новішу версію, до Android 6.0 «Marshmallow».

## Нагорода
Sony Xperia E3 був нагороджений призом Network Dot 2015 у категорії «Best of the Best» разом із Xperia Z3, Xperia Z3 Compact, Xperia Z3 Tablet Compact і Xperia T2 Ultra.